# Forcipomyia squamipennis
Forcipomyia squamipennis är en tvåvingeart som beskrevs av Ingram och John William Scott Macfie 1924. Forcipomyia squamipennis ingår i släktet Forcipomyia, och familjen svidknott.
Artens utbredningsområde är Ghana. Inga underarter finns listade i Catalogue of Life.